# Рисняк
Ри́сняк (хорв. Risnjak) — национальный парк в Хорватии, в Горском Котаре — гористом, лесном и малонаселённом регионе на севере страны, близ границы со Словенией. От Адриатического побережья парк отделяет около 15 км. На север от парка расположен город Чабар, на юг — Бакар, на юго-восток — Делнице. Название парка происходит от хорватского слова Ris (рысь).

## Общие сведения
Площадь национального парка — 63,5 км². Рисняк расположен в северной части Динарского нагорья, по территории парка проходит водораздел между бассейнами Чёрного и Адриатического морей.
Высочайшие вершины парка — Велики-Рисняк (хорв. Veliki Risnjak ) — 1528 м и Снежник (хорв. Snježnik) — 1506 м.
Вход в парк для туристов, а также администрация парка располагаются в населённом пункте Црни-Луг на восточном краю парка. В парке Рисняк берёт начало река Купа.

## История

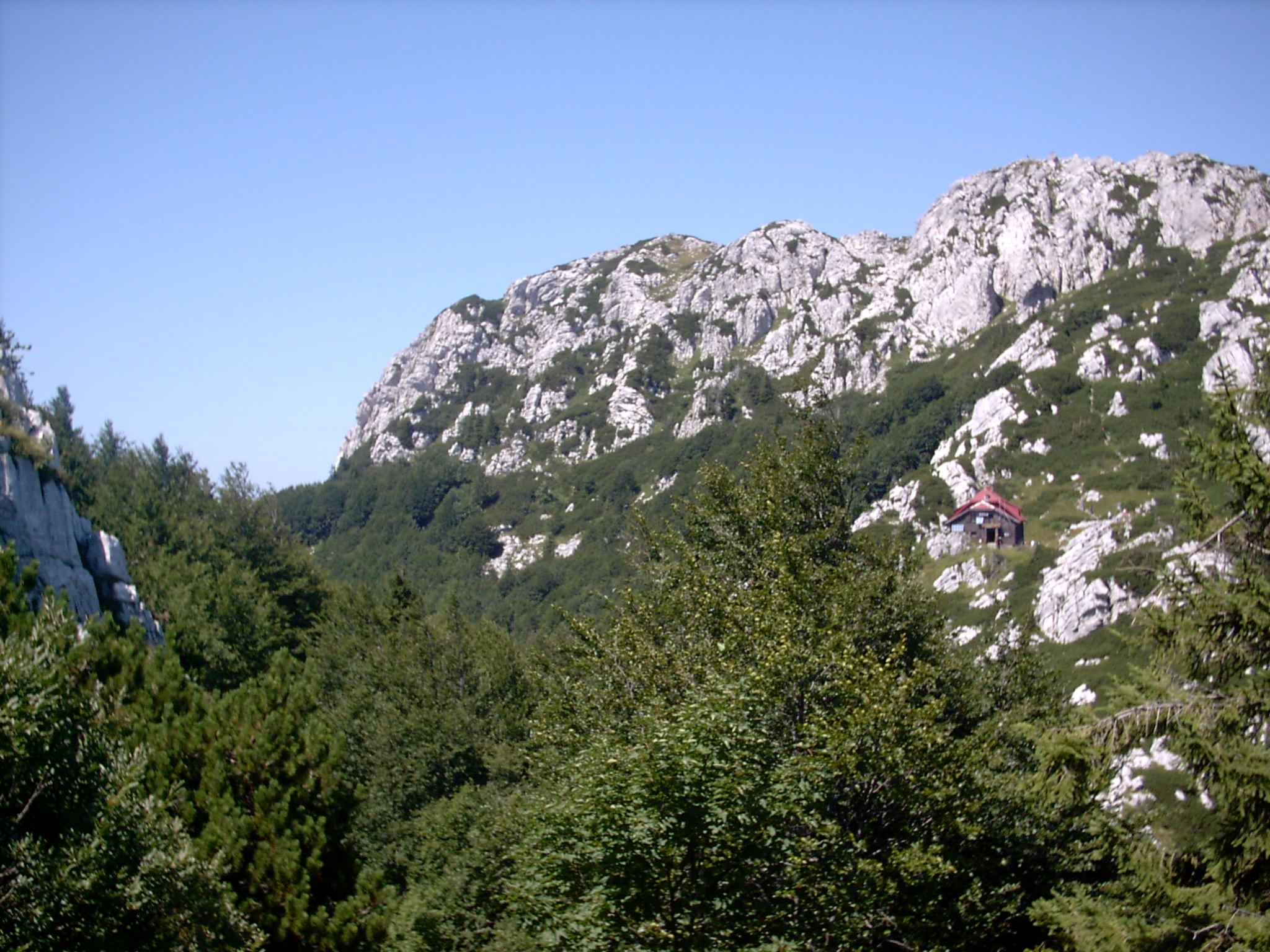
Вершина Велики-Рисняк и Шлоссеров дом

Изучение природы в окрестностях горы Велики-Рисняк было начато еще в XIX веке. Известный ботаник Йосип Шлоссер выпустил целую серию публикаций, посвящённых флоре Рисняка.
В 1949 г. хорватский ботаник Иво Хорват предложил организовать национальный парк для защиты природы региона. Предложение было реализовано в 1953 г. В 1997 г. хорватский парламент проголосовал за расширение территории парка, в результате чего на территории парка оказалась гора Снежник и несколько обитаемых деревень.

## Флора и фауна
Несмотря на относительно небольшую территорию флора парка богата и разнообразна. Разнообразие растений, произрастающих в парке, объясняется тем, что он находится на границе Альп и Динарского нагорья, а также прибрежной и континентальной растительной зоны.
Основные деревья парка — бук и пихта. Также встречаются клёны, ели, ясени, дубы, платаны, тисы.
Среди животных, обитающих в парке, стоит отметить медведей, оленей, ланей, барсуков, ласок. Много белок, куниц и рысей, от имени которых парк получил имя.

## Интересные места

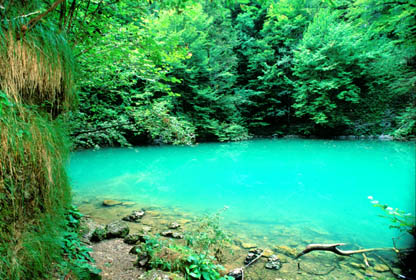
Исток Купы

- Гора Велики-Рисняк — высочайший пик парка. На южном склоне — горная сторожка, построенная Йосипом Шлоссером и называемая Шлоссеров дом. На вершину горы можно взойти только пешком, подъём от Црни-Луга занимает около трёх часов.

- Снежник — вторая по высоте вершина парка. На склоне также есть сторожка под названием Албахариев дом.

- Маршрут Леска. Круговой маршрут по парку длиной около 4 километров, с началом в Црни-Луге. Проходит по различным растительным зонам.

- Исток Купы. Купа берёт начало из живописного озера Купешко (Kupeško jezero). Длина озера — 200 м, ширина около 30 м, глубина достигает 80 метров.